# Kurt Wernbacher
Kurt Wernbacher (* 1926 oder 1927; † 25. Jänner 2020) war ein österreichischer Funktionär und Aktiver im Eisstocksport, Redakteur und Buchautor.

## Leben
Der aus der Steiermark stammende Wernbacher nahm als Aktiver an Welt- und Europameisterschaften im Eisstockschießen teil. Seit seiner Kindheit betrieb Wernbacher diesen Sport, der in seiner Heimat Österreich als Volkssport gilt. Nach Beendigung seiner Laufbahn als Aktiver, übernahm er diverse Aufgaben als Funktionär, so arbeitete er beispielsweise 10 Jahre lang als Pressereferent beim österreichischen Eisstockverband (BÖE). Im Anschluss an diese Tätigkeit wurde er Redakteur der Fachzeitschrift Eisschützen Rundschau. Als Buchautor trat Wernbacher 1995 in Erscheinung, als er ein Lehrbuch über den Stocksport mit dem Titel Gewinnen beim Eis- und Stocksport herausbrachte.
Wernbacher galt als international anerkannter Fachmann für den Eisstocksport.

## Styria-Cup
Wernbacher gilt als Gründungsvater des Styria-Cups, des größten internationalen Eisstockturniers.